# 曾页九
曾页九（1950年—），江西永新人，汉族，中华人民共和国政治人物、第十一届全国人民代表大会江西地区代表。
毕业于中央党校函授学院法律专业，是中共党员。担任江西省检察院检察长。2008年起担任全国人大代表。